# Franz Untersteller
Franz Untersteller, né le 4 avril 1957 à Ensheim (Sarrebruck), est un homme politique allemand de l'Alliance 90 / Les Verts. 
Depuis mai 2011 il est ministre de l’Environnement, du Climat et de l’Économie énergétique du Land de Bade-Wurtemberg du premier gouvernement vert-rouge et depuis mai 2016 du premier gouvernement vert-noir.

## Biographie
Il passe son Abitur en 1977 à Sarrebruck et s'inscrit ensuite à l’Université de sciences appliquées d’économie et d’environnement de Nürtingen-Geislingen pour y étudier des Études spécialisées dans l’aménagement des paysages. Il obtient son titre d’ingénieur diplômé en 1982. Après il travaille pour l’Öko-Institut et fait partie d´un projet du ministère colombien de l'Environnement dans la région de Cauca en Colombie. Entre 1983 et 2006 il est l'un des conseillers parlementaires du groupe des GRÜNEN (VERTS) au parlement de Bade-Wurtemberg dans le domaine de la politique environnementale et énergétique. 
Depuis 2006 il est élu au parlement de Bade-Wurtemberg. Entre 2006 et 2011 il est nommé Vice-président du groupe des GRÜNEN au parlement. À la suite des élections régionales de 2011, les Verts guident la première coalition avec les sociaux-démocrates. Franz Untersteller est investi en mai 2011, Ministre de l’Environnement, du Climat et de l’Économie énergétique de Bade-Wurtemberg. Cette fonction lui permet de devenir membre du comité consultatif de l'Agence fédérale des réseaux pour l’électricité, le gaz, la télécommunication, la poste et les chemins de fer (Bundesnetzagentur) et membre du comité consultatif du Parc national de la Forêt Noire.

## La vie privée
Il joue activement pour la TTF Neckarhausen e.V. (Association des amis du tennis de table), où il est aussi un membre du comité directeur. Il est membre honoraire du comité directeur de l´Association des amis et bienfaiteurs du Wilhelma (Verein der Freunde u. Förderer der Wilhelma e.V.). 
Il est marié et a deux enfants adultes.